# NAux Pará (U-15)

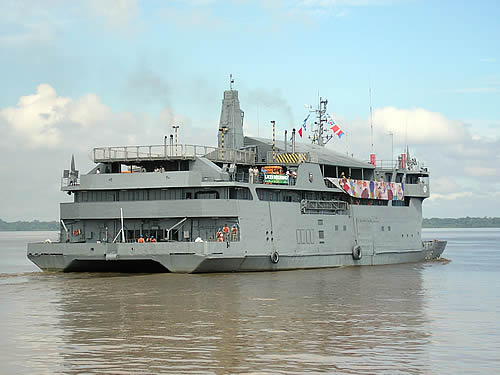
Navio Auxiliar Pará, 2010.

O NA Pará (U15) é um navio auxiliar da Marinha do Brasil.
Atua nos rios da Região Norte do Brasil, apoiando as ações de assistência hospitalar às populações ribeirinhas. 
Além de suas missões cívico-sociais, o Pará também possui a capacidade de executar transporte fluvial de tropas e missões de comando, controle e comunicações.
O Navio é conhecido como Tracajá da Amazônia (Tracajá é uma tartaruga existente no Rio Amazonas) e está subordinado ao 4º Distrito Naval.. Possui como lema a frase: "Presença na Amazônia! Pará!"

## Características
- Comprimento: 56,1 m
- Boca: 21,4 m
- Deslocamento: 1 060 t  (vazio)

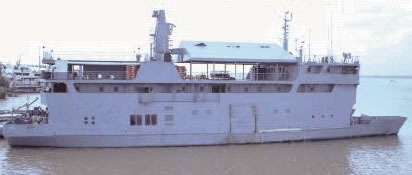
NA Pará (U15) em operação ribeirinha na Amazônia.

- Velocidade: 8-10 nós (velocidade de cruzeiro) / 11 nós (velocidade máxima)
- Tripulação: 7 oficiais e 59 praças
- Capacidade de transporte de tropa: 175 fuzileiros navais
- Armamento: 4 metralhadoras Oerlinkon 20mm
- Casco: tipo catamaran [2]

## Comandantes
| Comandante                                | Período                                       |
| ----------------------------------------- | --------------------------------------------- |
| CC Osiris José Vieira de Menezes          | 19 de janeiro de 2005 - 19 de janeiro de 2006 |
| CC Wilson Renato Reis                     | 19 de janeiro de 2006 - 19 de janeiro de 2007 |
| CC Hermes Pacheco Pereira de Oliveira     | 19 de janeiro de 2007 - 28 de janeiro de 2008 |
| CC Ricardo Jaques Ferreira                | 28 de janeiro de 2008 - 23 de janeiro de 2009 |
| CC Guilherme Lopes Malafaia               | 23 de janeiro de 2009 - 22 de janeiro de 2010 |
| CC André Gustavo Silveira Guimarães       | 22 de janeiro de 2010 - 28 de janeiro de 2011 |
| CC Erico Sant'Anna Vilela                 | 28 de janeiro de 2011 - 24 de janeiro de 2012 |
| CC André Medeiros de Morais               | 24 de janeiro de 2012 - 15 de janeiro de 2013 |
| CC Luiz Ricardo Batista Ramalho           | 15 de janeiro de 2013 - 17 de janeiro de 2014 |
| CC Wellington Lemos Gagno                 | 17 de janeiro de 2014 - 09 de janeiro de 2015 |
| CC Thiago Montilla Tavares de Almeida     | 09 de janeiro de 2015 - 22 de janeiro de 2016 |
| CC Geizon de Almeida Gomes                | 22 de janeiro de 2016 - 31 de janeiro de 2017 |
| CC André Teixeira Patrocínio              | 31 de janeiro de 2017 - 29 de janeiro de 2018 |
| CC Rogério Almeida Gomes Ferreira         | 29 de janeiro de 2018 - 28 de janeiro de 2019 |
| CC Paulo Roberto Foitzik de Vargas Garcia | 28 de janeiro de 2019 - 24 de janeiro de 2020 |